# Bisdom Galle

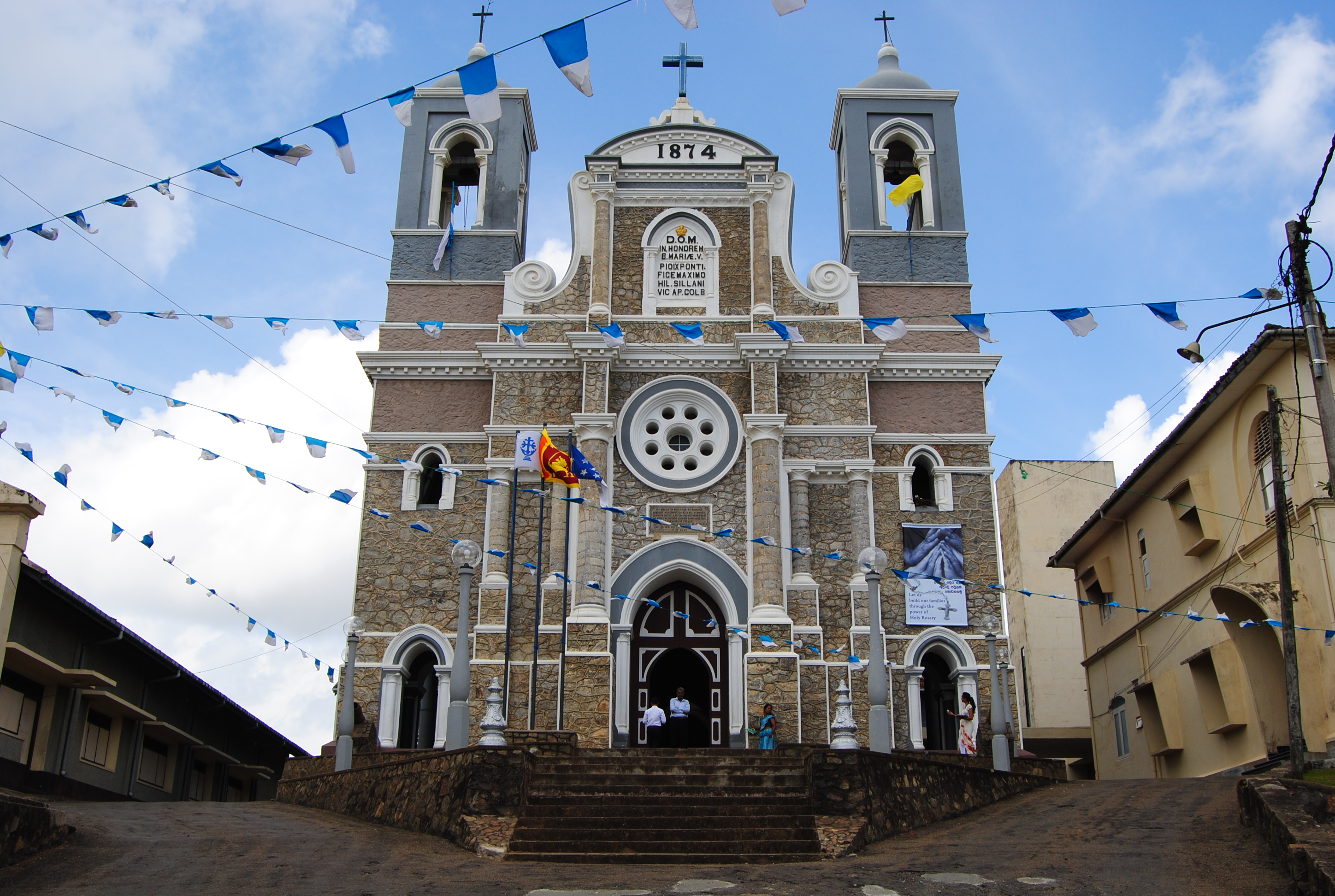
De katholieke kerk van Kaluwella

Het bisdom Galle (Latijn: Dioecesis Gallensis) is een rooms-katholiek bisdom in het zuiden van Sri Lanka met als zetel Galle. Het is een suffragaan bisdom van het aartsbisdom Colombo en werd opgericht in 1893. De eerste bisschop was de Belgische jezuïet Joseph van Reeth. Het bisdom volgt de Latijnse ritus.
In 2017 telde het bisdom 14 parochies. Het bisdom heeft een oppervlakte van 5.493 km2 en telde in 2016 2.964.000 inwoners waarvan amper 0,3% rooms-katholiek was. Dit is veel minder dan het landelijk gemiddelde van 6%.

## Bisschoppen
- Joseph van Reeth, S.J. (1895-1923)
- Nicola Laudadio, S.J. (1934-1964)
- Anthony de Saram (1965-1982)
- Don Sylvester Wewitavidanelage (1982-1995)
- Elmo Noel Joseph Perera (1995-2004)
- Harold Anthony Perera (2005-2009)
- Raymond Kingsley Wickramasinghe (2011-)